# DMS 114
DMS 114是人類非小細胞肺癌細胞系，最初是分離自一名尚未接受治療的68歲白人男性非小細胞肺癌患者。DMS 114細胞的早期傳代曾被萊氏無膽甾原體污染，而該萊氏無膽甾原體則在冷凍保存之前已被卡納黴素等治愈。

## 科研用途
2008年，有研究指出在治療中使用β-羥基異戊基紫草苷（一種蛋白酪氨酸激酶的三磷酸腺苷非競爭性抑製劑），可以誘導DMS114細胞凋亡，並且其磷蛋白部分中的dUTPase會減少。同時又發現經5-氟尿嘧啶（一種用作化療藥物的胸苷酸合酶的特異性抑製劑）處理的DMS114細胞會被其抑製。這些實驗結果表明，dUTPase的活性是導致肺癌細胞死亡的其中一個關鍵因素。2011年，有科研人員指出DMS-114細胞最初來自未曾接受過治療的非小細胞肺癌患者，從而能夠確定新化合物的特異性作用。他們使用發光法 (luminometry) 和生物冷光測定法，觀察到此細胞系的發光信號 (luminescence signals) 與細胞數量之間的直接關係，並且發現與基於MTT的傳統細胞存活率分析相比，生物冷光測定法的靈敏度更高。2017年，有學者為了研究抗成纖維細胞生長因子 (FGFR) 抑制的潛在機制，以DMS114細胞進行實驗，發現其對三種不同的FGFR抑製劑高度敏感，但在治療中仍表現出持續的殘餘細胞活性，表明DMS114細胞有着耐藥細胞的亞群。 

## 外部連結
- Cellosaurus entry for DMS 114（页面存档备份，存于）